# Ochromima megalopoides
Ochromima megalopoides là một loài bọ cánh cứng trong họ Cerambycidae.